# 济北县 (中共)
济北县，中国旧县名。
山东解放区设。1946年由济宁县北部及汶上县西南部析置。治所在戴庄（今山东省济宁市任城区北）。其中，第五区在今汶上县南旺镇。1949年，划入平原省管辖。1950年撤销，并入济宁县。